# Contraloría

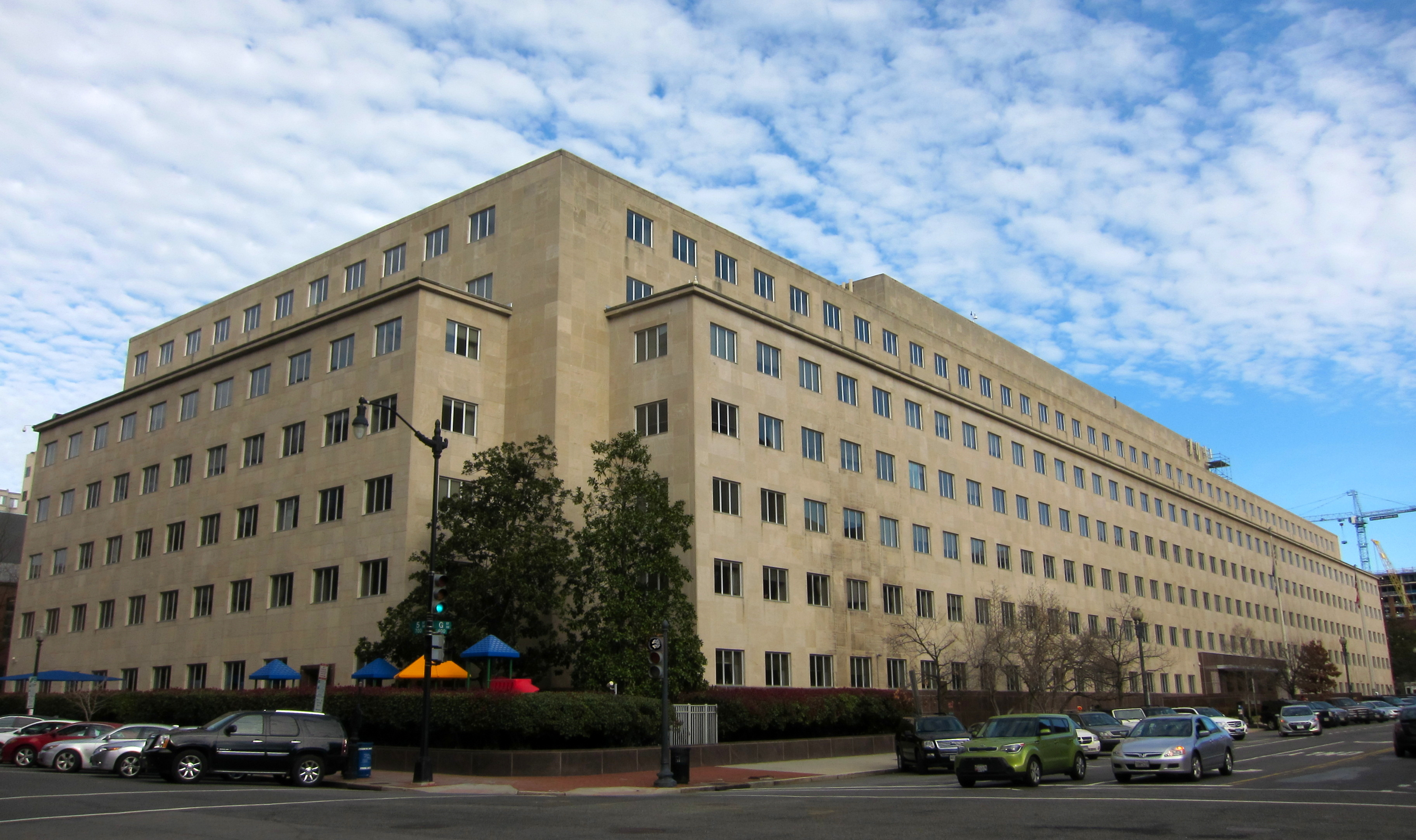
Sede de la Oficina de Contabilidad del Gobierno de los Estados Unidos (Washington D. C.).

Una contraloría es un tipo de entidad fiscalizadora superior cuyo fin es el de vigilar, controlar, administrar o manejar los impuestos, presupuestos o cualquier otro gasto público en materia de función pública. El uso del término se extiende principalmente en Hispanoamérica.
Provine del verbo ‘controlar’ y el sufijo ‘-ía’ que, en este caso, expresa la jurisdicción o lugar donde se ejerce. Resulta una transliteración de la voz inglesa ‘comptroller’ o de contralor, éste a su vez del francés contrôleur.

## Contralorías a nivel nacional
En diversos países de América existe un órgano cuya estructura es similar a la de un Tribunal de Cuentas. Fueron implementadas por influencia histórica del economista estadounidense Edwin Walter Kemmerer promovida durante la Misión Kemmerer.[cita requerida] Tienen las siguientes denominaciones:
| País                 | Nombre                                                                             | Sigla | Creación |
| -------------------- | ---------------------------------------------------------------------------------- | ----- | -------- |
| Argentina            | Auditoría General de la Nación                                                     | AGN   | 1992     |
| Bolivia              | Contraloría General de la República                                                |       | 1928     |
| Chile                | Contraloría General de la República de Chile                                       | CGR   | 1927     |
| Colombia             | Contraloría General de la República                                                | CGR   | 1923     |
| Costa Rica           | Contraloría General de la República de Costa Rica                                  | CGR   | 1949     |
| Cuba                 | Contraloría General de la República de Cuba                                        |       | 2009     |
| República Dominicana | Contraloría General de la República Dominicana                                     |       | 1929     |
| Ecuador              | Contraloría General del Estado                                                     |       | 1927     |
| Estados Unidos       | Oficina de Contabilidad del Gobierno (en inglés, Government Accountability Office) | GAO   | 1921     |
| Guatemala            | Contraloría General de Cuentas de la República de Guatemala                        | CGC   | 1945     |
| Honduras             | Tribunal Superior de Cuentas de Honduras                                           |       | 1928     |
| México               | Secretaría Anticorrupción y Buen Gobierno                                          | CFP   | 1983     |
| Panamá               | Contraloría General de la República de Panamá                                      | CGR   | 1930     |
| Paraguay             | Contraloría General de la República                                                |       | 1994     |
| Perú                 | Contraloría General de la República del Perú                                       | CGRP  | 1929     |
| El Salvador          | Corte de Cuentas de El Salvador                                                    |       | 1939     |
| Nicaragua            | Contraloría General de la República de Nicaragua                                   | CGR   | 1979     |
| Venezuela            | Contraloría General de la República                                                |       | 1938     |